# Katalin
Katalin ist ein ungarischer weiblicher Vorname.

## Herkunft und Bedeutung
Katalin ist die ungarische Form von Katharina. Die Herkunft ist griechisch (siehe unter Katharina).

## Varianten
Weitere Namensvarianten sind Katalín, Kati, Kata, Katka, Katica, Katalyn, Katalina, Katinka, Katus, Katika, Kis Kata.
Das Rumänische kennt den Namen Cătălin bzw. Căthălin als männliche Variante des weiblichen Vornamens Cătălina, siehe dort. Im Spanischen gibt es ferner die weibliche Form Catalina.

## Namenstag
Namenstag im Ungarischen ist am 30. April und 25. November.

## Namensträgerinnen
- Katalin Bregant (1893–1991), Vizepräsidentin des Steirischen Roten Kreuzes
- Katalin Cseh (* 1988), ungarische Politikerin, MdEP
- Katalin Gödrös (* 1969), Schweizer Regisseurin
- Katalin Karády (1910–1990), ungarische Schauspielerin und Sängerin
- Katalin Karikó (* 1955), ungarische Biochemikerin und Nobelpreisträgerin
- Katalin Kovács (* 1976), ungarische Sportlerin
- Katalin Kristo (* 1983), rumänische Shorttrackerin
- Katalin Marton (1941–2019), ungarische Mathematikerin
- Katalin Oláh (* 1968), ungarische Orientierungsläuferin
- Katalin Pitti (* 1951), ungarische Opernsängerin
- Katalin Sipos (* 1986), ungarische Fußballschiedsrichterin
- Katalin Szentgyörgyi (* 1979), ungarische Langstreckenläuferin
- Katalin Szili (* 1956), ungarische Juristin und Politikerin
- Katalin Szőke (1935–2017), ungarische Schwimmerin
- Katalin Vad (* 1980), ungarische Schauspielerin
- Katalin Vidor (1903–1976), ungarische Zeitzeugin und Überlebende des Holocaust